# Sopronhorpács
Sopronhorpács là một thị trấn thuộc hạt Győr-Moson-Sopron, Hungary. Thị trấn này có diện tích 20,69 km², dân số năm 2010 là 818 người, mật độ 40 người/km².